# Hangethellia
Hangethellia är ett släkte av plattmaskar. Hangethellia ingår i familjen Provorticidae.
Släktet innehåller bara arten Hangethellia calceifera.